# León V (papa)
León V (Ardea, ¿?-Roma, septiembre de 903) fue el papa 118.º de la Iglesia católica en 903.

## Biografía
Se conoce muy poco de él. 
No se sabe cuándo fue elegido ni hasta cuando reinó. 
Es altamente probable que fuera papa durante agosto de 903. 
Nacido en Priapi, un pueblo del distrito de Ardea. 
Cuando fue elegido no era uno de los cardenales-presbíteros de Roma, sino que estaba relacionado con alguna iglesia fuera de la ciudad, de ahí que en catálogos contemporáneos se le llame presbiter forensis.
El escritor coetáneo Auxilius dice que mantuvo “el timón de la Santa Iglesia Romana” durante treinta días y que “era un hombre de Dios y de una vida digna de alabanza y honesta”. 
Nada sabemos de lo que hizo como papa, exceptuando la bula que emitió eximiendo a los canónigos de Bolonia de pagar impuestos. 
Las circunstancias de su muerte son tan oscuras como las de su vida. 
Tras un pontificado de alrededor de un mes fue apresado por el antipapa Cristóbal, cardenal presbítero de San Lorenzo in Dámaso.
Según ciertas fuentes, Sergio III lo ejecutó, pero parece más probable que León muriera de muerte natural en prisión o en un monasterio.